# Business lead
Een business lead is een Engelse term voor de verhandelde (persoonlijke) gegevens van een potentiële klant.
Business leads zijn mogelijke nieuwe klanten voor een bedrijf en worden ook wel prospects of sales leads genoemd. Er zijn diverse gespecialiseerde bedrijven die zich bezighouden met het genereren van business leads. Business leads kunnen zowel consumenten als bedrijven zijn. Bedrijven die bijvoorbeeld op zoek zijn naar koffiezetapparaten of autolease kunnen dit doen via speciale websites die de contactgegevens doorsturen naar degene die kan voldoen aan de vraag van de aanvrager (de lead).
Deze websites of bedrijven vallen onder de benoeming leadgen-bedrijven. Hoewel de term leadgen (kort voor: leadgeneratie) relatief nieuw is, bestaat het genereren van sales leads al sedert de handel werd uitgevonden. Immers, iedereen geeft weleens een tip aan een kennis over wie wel geïnteresseerd zou kunnen zijn om iets te kopen. Zie de vele acties die bijvoorbeeld telecomoperatoren doen als iemand een vriend aanbrengt.
Het verschil met vroeger is dat leadgen op zich een technologisch ondersteunde wetenschap is geworden.
Hoewel de term 'business lead' oorspronkelijk op handel betrekking had, wordt hij meer en meer gebruikt voor andere typen beslissingen. Zo wordt steeds vaker ook het aanbrengen van een sollicitant voor het invullen van een openstaande functie bestempeld als een lead.